# Esquirol volador de Namdapha
L'esquirol volador de Namdapha (Biswamoyopterus biswasi) és una espècie de rosegador de la família dels esciúrids. És endèmic del Parc Nacional de Namdapha, a Arunachal Pradesh (Índia). Es tracta d'un animal crepuscular i arborícola. El seu hàbitat natural són els boscos caducifolis secs de montà, on ocupa les parts més humides del bosc, al llarg dels rierols. Està amenaçat per la caça furtiva i la destrucció del seu entorn per l'acció humana.
Aquest tàxon fou anomenat en honor de l'ornitòleg indi Biswamoy Biswas.